# هوگو گوئرا
هوگو گوئرا (انگلیسی: Hugo Guerra؛ زادهٔ ۲۵ فوریهٔ ۱۹۶۸) بازیکن فوتبال اهل اروگوئه است.
از باشگاه‌هایی که در آن بازی کرده است می‌توان به بوکا جونیورز، باشگاه فوتبال پنیارول، باشگاه فوتبال ناسیونال اروگوئه، جیمناسیا لاپلاتا، اتلتیکو هوراکان، تیم ملی فوتبال اروگوئه و اتلتیکو هوراکان اشاره کرد.
وی همچنین در تیم ملی فوتبال Uruguay بازی کرده است.